# أحمد عفيف
أحمد عفيف (من مواليد 6 يناير 1967) هو سياسي في دولة سيشيل ويشغل حاليًا منصب نائب رئيس سيشيل منذ 27 أكتوبر 2020، خلفًا لفنسنت ميريتون. 

## النشأة والتعليم
ولد أحمد عفيف في ماهي في سيشيل وهو نجل عبد الله عفيف رئيس جمهورية سوفاديف المتحدة من 1959 إلى 1963. وتخرج عفيف من جامعة وارويك في الرياضيات وبحوث العمليات والإحصاء والاقتصاد. وكان قد شغل منصب رئيس مجلس إدارة بنك NouvoBanq Seychelles وبنك Seychelles Savings .
تم انتخابه لأول مرة لعضوية الجمعية الوطنية في عام 2006 عن دائرة آنس إيتوال. وفي عام 2018 تم انتخاب عفيف نائبًا لرئيس الجمعية الوطنية في سيشيل. 
في 27 أكتوبر/ تشرين الأول 2020 وبعد فوز الرابطة المسيحية في سيشيل بالانتخابات العامة لعام 2020 ، أدّى عفيف اليمين كنائب للرئيس.